# 末日危城2：破碎的世界
《末日危城2：破碎的世界》是《末日危城2》故事的续篇。Gas Powered Games与2K Games一同開發的3D動作角色扮演遊戲，於2006年8月22日發售初版。繁体中文版为台湾微软代理（實際上資料片並沒有代理到台灣），均附有普通话配音。本作是标准的资料篇副补作品，延续二代原作剧本情节的同时还丰富了种族和职业技能。

## 本作概要
这款资料片的剧情延续原作，原作结尾的事后埋下了伏笔，开发者必定也知道会再出资料片的，本作与其它游戏的资料片不同。本作并非是加入一些锦上添花的任务关来抚慰玩家们通关后的失落之情，而是一次进阶之旅，玩家将遭遇到一系列与之前不同的对手。在游戏之初就是一个高等级的角色，当然敌人的等级也是相应的，并且改进了AI水平，甚至能够克隆出后代，进行车轮大战。更狡猾的是敌人还会装死，趁玩家不备进行突袭。新出现的多职业系统能将几种职业结合起来，创造出一种新的职业。

## 故事情节
与法帝斯的战斗结束后，新的纪元又开始了，世界被那位冒名为阿苏奈学者的暗黑大法师辛布瑞利用剑与盾的相遇，这次剑被击碎，世界再次被破坏得四分五裂，世界已变成一片荒地。他正计划把他的暗黑巫师们带回到亚兰纳大陆屠杀残留的幸存者，并企图在这破碎的世界里掌控整个亚兰纳大陆里所有魔法能量来复活萨拉莫的灵魂，并使其合而为一，好让自己以及暗黑巫师种族统治整个大陆。主角为了拯救这个世界的命运，决定破坏辛布瑞的阴谋，将暗黑巫师彻底击败。

## 模組
相对于前作来说，本资料片新增了种族、职业、技能与魔法，同时对原有的技能与魔法进行了重新的平衡调整。尽管游戏时间仅为15个小时左右，但是新增的种族、职业、技能与魔法等都能够直接在前作中使用，不必说没有玩过前作的玩家一定感到新鲜，即便对于玩过原作的玩家来说（本作需要安装前作才可运行），选择新种族、扮演新角色，使用新技能、施展新魔法，再将前作打穿一遍也不失为一件乐事。本作资料片的游戏难度有所提升，在初始阶段玩家就要扮演40级的角色，面对40级左右的劲敌。

## 任务章节

### 第一部分

#### 主要任务
- 第一章 法師卡瑞德
- 第二章 法師的導師
- 第三章 找尋瑟莉雅

#### 次要任务
1. 寻找失踪的矮人
2. 想念
3. 露米拉的特别食谱
4. 学者伊萨拉的研究
5. 阿尼娅
6. 大型古书
7. 魔登收兑
8. 魔登破坏者
9. 库尔干的格雷洛克
10. 人类难民

### 第二部分

#### 主要任务
- 第一章 地牢下的精靈
- 第二章 魔寵
- 第三章 第二个魔寵缝合者
- 第四章 索拉姆

#### 次要任务
1. 学者伊萨拉的研究，第二续章
2. 撒尔伯长老
3. 米恩利仙境
4. 亚曼露竞技场
5. 可疑的方法
6. 斐凯斯
7. 斐凯斯，续章
8. 寻宝
9. 学者伊萨拉的研究，第三续章
10. 被俘虏的矿工
11. 炸药隧道

### 第三部分

#### 主要任务
- 第一章 葛罗利迪浦的矮人族
- 第二章 辛布瑞城的大魔导师

## 系列作品

### 游戏
- 末日危城
- 末日危城：亞蘭納傳奇
- 末日危城II
- 末日危城II：破碎的世界
- 末日危城：痛苦的王座
- 末日危城II：豪华版
- 末日危城III

### 电影
- 末日危城：王者之役

## 外部連結
- （中文）地牢围攻II中国站 （页面存档备份，存于）